# Chestfield
Chestfield est un village situé dans le district de Canterbury, dans le Kent, en Angleterre. Le village est situé entre les villes de Herne Bay et Whitstable. Il se situe à environ 8 km au nord de la ville de Canterbury.
La grange de Chestfield faisait partie d’un manoir dès le XIVe siècle. Ce manoir appartenait à Odon de Bayeux. On la mentionne déjà dans le Domesday Book en 1086. Elle est maintenant devenue le bâtiment principal d’un club de golf dont le green fut construit en 1924.